# 新井ビル
新井ビル （あらいビル）は大阪府大阪市中央区にある歴史的建築物。

## 概要
東京の官庁集中計画に関わった河合浩蔵が、大阪控訴院の設計をきっかけに関西で関わったものの一つで、当初、報徳銀行大阪支店として建てられた。1階は花崗岩の石積みで、2階より上はタイル張りで仕上げられている。正面中央に列柱が配された、左右対称のデザイン。左右2か所に出入口があり、左側が1階の洋菓子店、右側は3・4階の貸事務所に通じている。当時のヨーロッパの新しい潮流が採り入れられ、幾何学的に簡略にデザインされた装飾が特徴である。
報徳銀行は昭和金融恐慌で倒産。輸入雑貨商の新井末吉が1927年に北浜で設立した新井証券は、1934年にこの建物を取得して本店機能を移し、新井ビルと命名した。地下と1・2階を自社使用、3・4階は貸事務所としていた。第二次世界大戦中には金属類回収令のためバルコニーの鉄柵やエレベーターが失われた。
1976年に新井真一が社長に就任した当時、新井ビルを8階建ての新たな建物に建替える計画が持ち上がったが、懇意にしていた清家清を通じて日本建築学会から保存要請があったこともあり、計画は撤回された。1976年には、1・2階にステーキレストラン「弘得社スエヒロ」が営業を開始した。2005年からは、洋菓子店「五感」が営業している。
1997年に登録有形文化財（建造物）に登録された。また、生きた建築ミュージアム・大阪セレクションに選定されている。

## 入居者
1階の、かつての銀行の営業室では洋菓子店「五感」、2階では五感の喫茶サロンが営業している。地下には理髪店、3・4階は建築設計事務所や法律事務所、デザイン事務所、フランス語教室など複数のテナントが入居しているが、原則として関係者以外の見学は受け付けていない。

## 交通アクセス
- 地下鉄堺筋線・京阪本線北浜駅より、徒歩2分。

## 周辺情報
- 大阪証券取引所